# Jules-Élie Delaunay

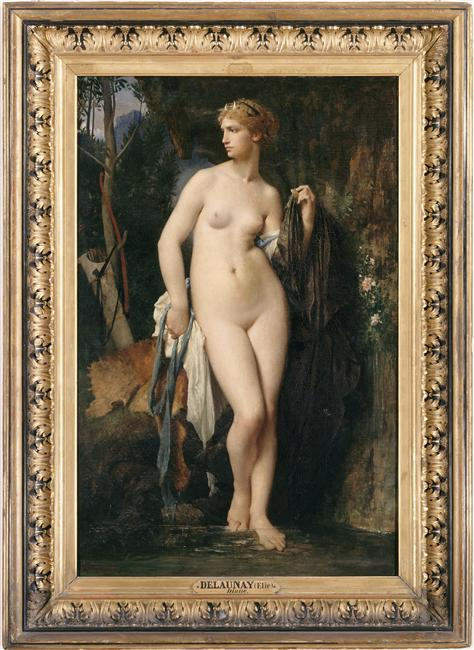
Diana

Jules-Élie Delaunay (Nantes, 13 giugno 1828 – Parigi, 5 settembre 1891) è stato un pittore francese, noto per i suoi ritratti e i suoi affreschi.

## Biografia
Jules-Élie Delaunay nacque a Nantes nel dipartimento Loire-Atlantique, da Elie-Jean Delaunay e Marie-Thérèse Berthe Gougeon, e a vent'anni entrò nella École des Beaux-arts di Parigi, allievo di Hippolyte Flandrin e di Louis Lamothe. Nel 1856 vinse il secondo Prix de Rome e trascorse a Roma quattro anni. Durante il suo soggiorno romano si distaccò progressivamente dall'ideale della perfezione raffaellista per accostarsi maggiormente alla sincerità e alla severità della pittura quattrocentesca.
Fu comunque un pittore classico, e, pur mantenendo una precisa personalità, lavorò nella scia di Ingres.

Tornato a Parigi si andò specializzando nelle grandi composizioni pittoriche e per questo ricevette diversi incarichi importanti sia dalla Chiesa che dallo Stato.
Affrescò la chiesa di Saint Nicolas di Nantes, realizzò 5 pannelli (Apollo, Orfeo, Anfione) per l'Opera di Parigi, dipinse 12 tele per la sala del Consiglio di Stato del Palais Royal. Inoltre decorò la scala d'onore del Municipio di Parigi e, per la navata del Pantheon, compose vari pannelli rappresentanti la vita di Santa Genoveffa e di Attila. Per quest'ultimo lavoro Delaunay si impegnò talmente che, dopo 15 anni, l'opera era ancora incompiuta e tale è rimasta.
Nel 1879 fu eletto membro dell'Accademia di Belle arti e dieci anni dopo divenne Capo dell'atelier della Scuola superiore di Belle arti di Parigi.
Il Museo d'Orsay conserva di lui il quadro La peste a Roma e un nudo di donna intitolato "Diana".
Al Museo di Nantes è esposta la sua tela La lezione di piano.
Negli ultimi dieci anni di vita Delaunay si dedicò ai ritratti, e ciò fece aumentare di molto la sua popolarità.
Morì a Parigi all'età di 63 anni.

## Opere
(Elenco parziale)
- 1859  -   La Mort de la Nymphe Hesperia,
- 1865  -   Charles Hayem, - (verso il 1838-1902), (Musée d'Orsay)
- 1869  -   Peste à Rome, - (Musée d'Orsay)
- 1871  -   Portrait de Mademoiselle Stéphanie Brousset, - (Museo di Belle arti di Nantes)
- 1872  -   Diane, - (Musée d'Orsay)
- 1874-1891 - Sainte Geneviève calmant les Parisiens, (Panthéon di Parigi)
- 1878  -   Portrait de Madame Geneviève Bizet,  (Musée d'Orsay)
- 1887  -  Portrait de L'Abbé Egidio Sotta,  (Museo Gustave Moreau)

## Premi
- 1853 - Secondo Prix de Rome assieme a Henri-Pierre Picou, con l'opera:  Jésus chassant les vendeurs du Temple
- 1856 - Secondo Prix de Rome con l'opera: Retour du jeune Tobie

## Monumenti affrescati o decorati

### Edifici religiosi
- Convento della Visitazione a Nantes
- Chiesa di San Francesco Saverio di Parigi
- Chiesa della Santa Trinità di Parigi

### Edifici civili di Parigi
- Panthéon
- Palais-Royal
- Opéra Garnier
- Corte di cassazione
- Consiglio di Stato

## Allievi
(elenco parziale)
- Henri Dabadie (1867-1949)
- Henry Daras
- George Desvallières (1877-1880)
- Émile Dezaunay (1854-1938)
- Raoul du Gardier
- Marcel Paul Meys
- Louis Ridel (1866-1937)
- Georges Rouault
- José Maria Veloso Salgado

## Galleria d'immagini

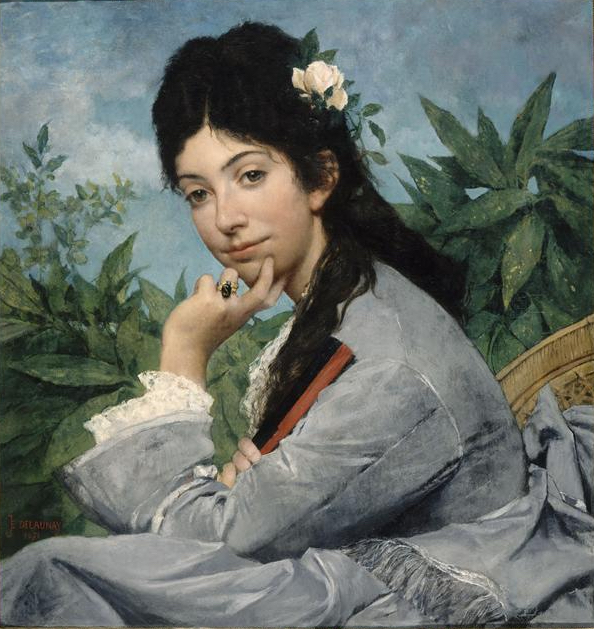
Ritratto di Stephanie Brousset
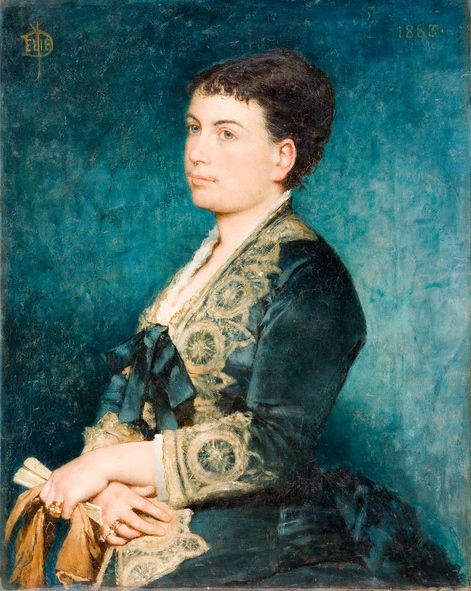
Fanny Guiard Goüin
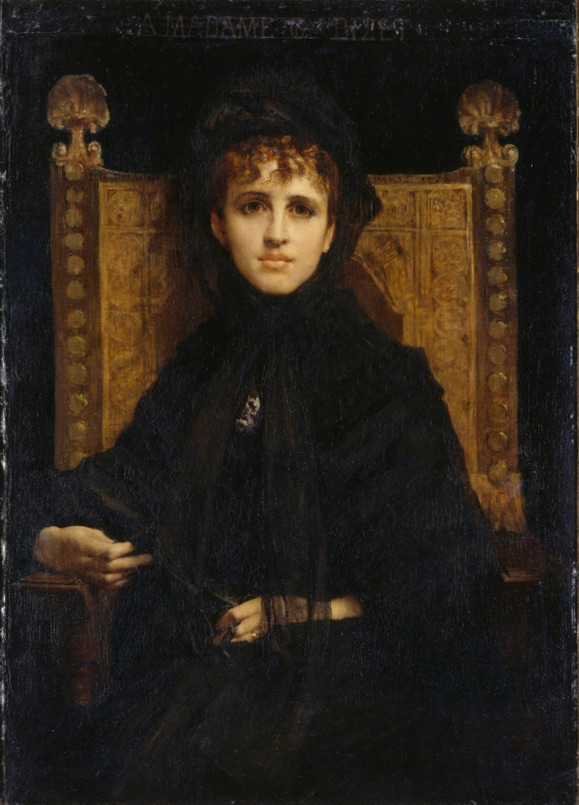
Madame Georges Bizet Geneviève Halévy
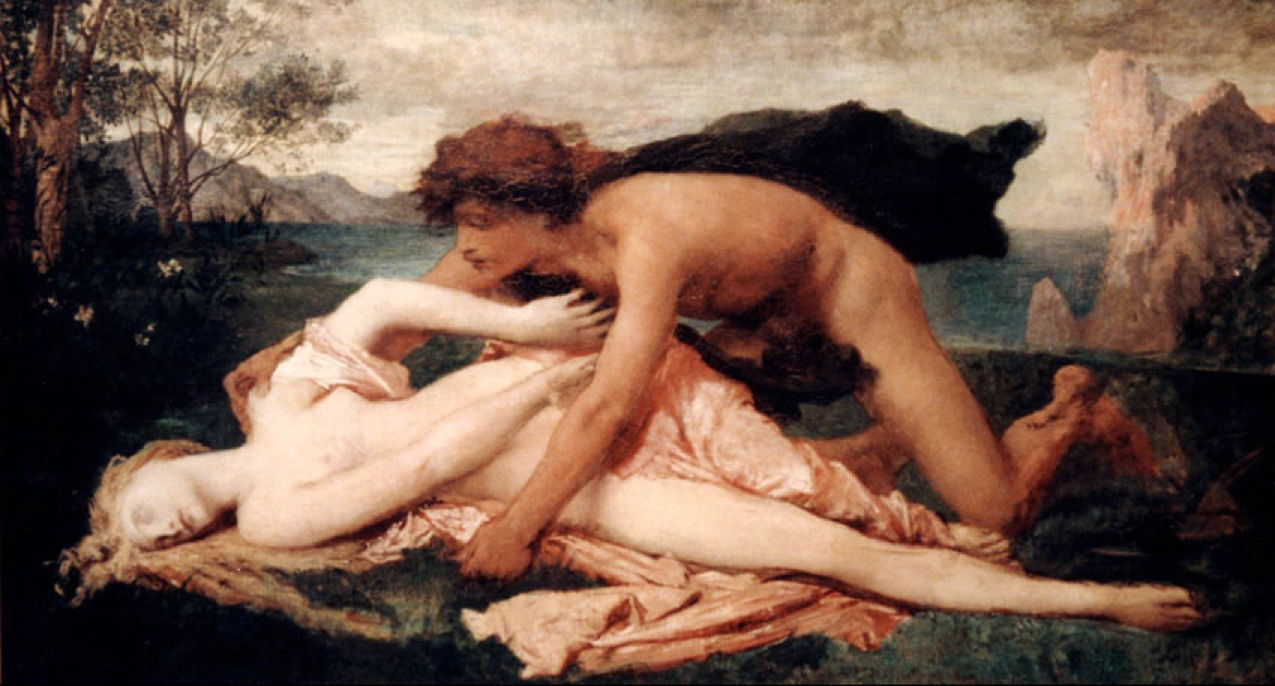
Morte di Esperia